# HMS Blanche (H47)
HMS Blanche (H47) là một tàu khu trục thuộc lớp B được Hải quân Hoàng gia Anh Quốc chế tạo vào năm 1930. Được phân về Hạm đội Địa Trung Hải, trong cuộc Nội chiến Tây Ban Nha vào các năm 1936-1939, nó trải qua một thời gian thực thi việc cấm vận vũ khí mà Pháp và Anh áp đặt cho cả hai phe trong cuộc xung đột, từng bị máy bay ném bom phe Quốc gia tấn công vào năm 1938 nhưng không bị hư hại. Vào đầu Chiến tranh Thế giới thứ hai, Blanche được chuyển sang Hạm đội Nhà, và bị đắm do trúng mìn vào tháng 11 năm 1939, chỉ hai tháng sau khi chiến tranh nổ ra, trở thành chiếc tàu chiến Anh đầu tiên bị mất trong chiến tranh.

## Thiết kế và chế tạo
Blanche có trọng lượng choán nước tiêu chuẩn 1.400 tấn Anh (1.400 t), và lên đến 1.821 tấn Anh (1.850 t) khi đầy tải. Con tàu có chiều dài chung 323 foot (98,5 m), mạn thuyền rộng 32 foot 3 inch (9,8 m) và độ sâu của mớn nước là 12 foot 3 inch (3,7 m). Nó được cung cấp động lực bởi hai turbin hơi nước Parsons, dẫn động hai trục, tạo ra một công suất tổng cộng 34.000 mã lực càng (25.000 kW) cho phép nó đạt được tốc độ tối đa 35 hải lý trên giờ (65 km/h; 40 mph). Hơi nước cho turbine được cung cấp bởi ba nồi hơi ống nước Admiralty. Blanche mang theo tối đa 390 tấn Anh (400 t) dầu đốt, đủ cho tầm hoạt động 4.800 hải lý (8.900 km; 5.500 mi) ở tốc độ đường trường 15 hải lý trên giờ (28 km/h; 17 mph). Thành phần thủy thủ đoàn bao gồm 134 sĩ quan và thủy thủ, nhưng tăng lên 142 vào thời chiến.
Con tàu được trang bị bốn khẩu pháo QF 4 in (100 mm) Mk. IX L/45 trên bệ Mk.XIV nòng đơn; và để tự vệ phòng không, Blanche có hai khẩu QF 2 pounder Mk.II L/39 (40 mm) đặt trên các bệ giữa các ống khói. Nó còn có hai bệ ống phóng ngư lôi bốn nòng bên trên mặt nước sử dụng ngư lôi 21 in (530 mm). Một đường ray thả mìn sâu cùng hai máy phóng dùng để chống tàu ngầm, thoạt tiên mang theo 20 quả mìn sâu, nhưng được tăng lên 35 quả không lâu sau khi chiến tranh bắt đầu.
Blanche được đặt hàng vào ngày 4 tháng 3 năm 1929 tại xưởng tàu của hãng Hawthorn Leslie ở Hebburn, trong khuôn khổ Chương trình Chế tạo Hải quân 1928. Nó được đặt lườn vào ngày 29 tháng 7 năm 1929, hạ thủy vào ngày 29 tháng 5 năm 1930 như là chiếc tàu chiến thứ mười của Hải quân Hoàng gia mang cái tên này, và hoàn tất vào ngày 14 tháng 2 năm 1931 với chi phí 225.195 Bảng Anh, không tính đến các thiết bị do Bộ Hải quân Anh cung cấp như pháo, đạn dược và thiết bị liên lạc.

## Lịch sử hoạt động
Sau khi được đưa vào hoạt động, Blanche được phân về Chi hạm đội Khu trục 4 trực thuộc Hạm đội Địa Trung Hải cho đến năm 1936. Con tàu được tái trang bị trong năm đó, và cùng với cả chi hạm đội được điều động sang Hạm đội Nhà. Nó từng trải qua sáu tháng bố trí ngoài khơi bờ biển phía Nam Tây Ban Nha trong cuộc Nội chiến Tây Ban Nha, đặt căn cứ tại Gibraltar; nó từng bị năm máy bay ném bom của phe Quốc gia tấn công vào ngày 6 tháng 3 năm 1938, nhưng tất cả đều bị trượt. Con tàu trải qua một đợt tái trang bị ngắn tại Portsmouth từ ngày 1 tháng 4 đến ngày 11 tháng 6 năm 1938, rồi được phân về đội tuần tra chống tàu ngầm đặt căn cứ tại đảo Portland. Trong thời gian diễn ra cuộc khủng hoảng Munich, Blanche là một trong số các tàu khu trục hộ tống chiếc tàu biển chở hành khách RMS Aquitania và thiết giáp hạm HMS Revenge trong eo biển Anh Quốc vào ngày 30 tháng 9. Nó lại trải qua một đợt cải biến lớn tại xưởng tàu Sheerness từ ngày 1 tháng 4 đến ngày 15 tháng 7 năm 1939, rồi trở thành một tàu khu trục khẩn cấp tại Nore sau khi hoàn tất.
Blanche được điều động sang Chi hạm đội Khu trục 19 khi Chiến tranh Thế giới thứ hai bùng nổ, trải qua hai tháng tiếp theo hộ tống các đoàn tàu vận tải và tuần tra trong eo biển Anh Quốc và tại Bắc Hải. Vào sáng ngày 13 tháng 11, nó cùng với tàu chị em Basilisk hộ tống cho tàu rải mìn Adventure tại cửa sông Thames khi chúng lọt vào một bãi mìn do nhiều tàu khu trục Đức rải đêm hôm trước. Cả Adventure và Blanche đều bị trúng mìn; chiếc sau bị mất toàn bộ động lực, rồi bị lật úp đang khi được kéo lúc 09 giờ 50. Một người thiệt mạng và mười hai người khác bị thương trong vụ này. Blanche trở thành tàu chiến Anh đầu tiên bị mất trong chiến tranh.